# + -
+ - (da pronunciare come Plus Minus) è il sesto album in studio del gruppo musicale danese Mew, pubblicato nel 2015.

## Tracce
1. Satellites – 6:09
2. Witness – 3:01
3. The Night Believer (featuring Kimbra) – 4:12
4. Making Friends – 4:52
5. Clinging to a Bad Dream – 6:43
6. My Complications – 6:03
7. Water Slides – 5:04
8. Interview the Girls – 4:04
9. Rows – 10:42
10. Cross the River on Your Own – 7:28

## Formazione
- Jonas Bjerre - voce, tastiere
- Bo Madsen - chitarra, cori
- Johan Wohlert - basso, cori
- Silas Utke Graae Jørgensen - batteria, percussioni